# 전투화

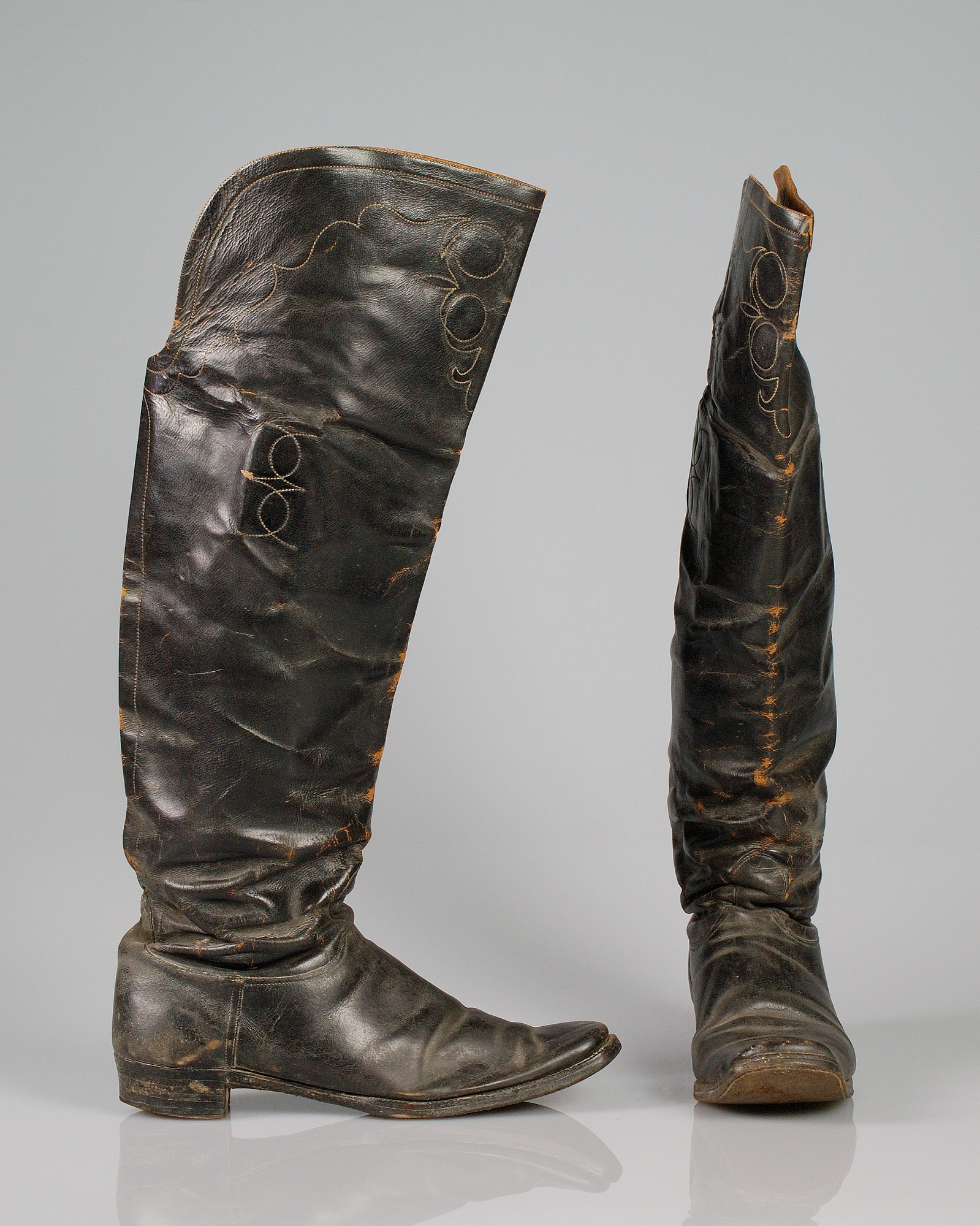
목이 긴 승마 부츠

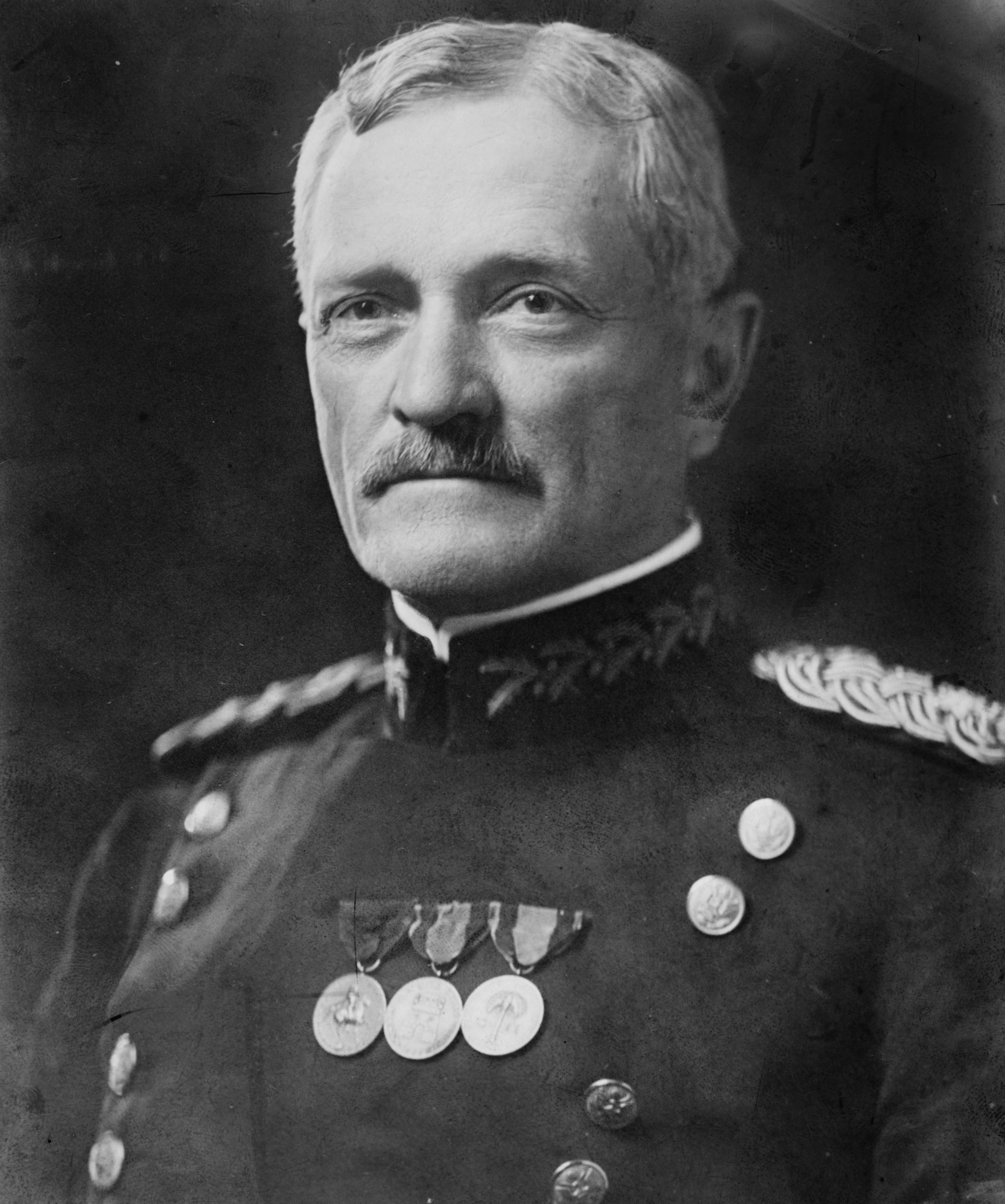
존 퍼싱 장군(John Joseph Pershing)

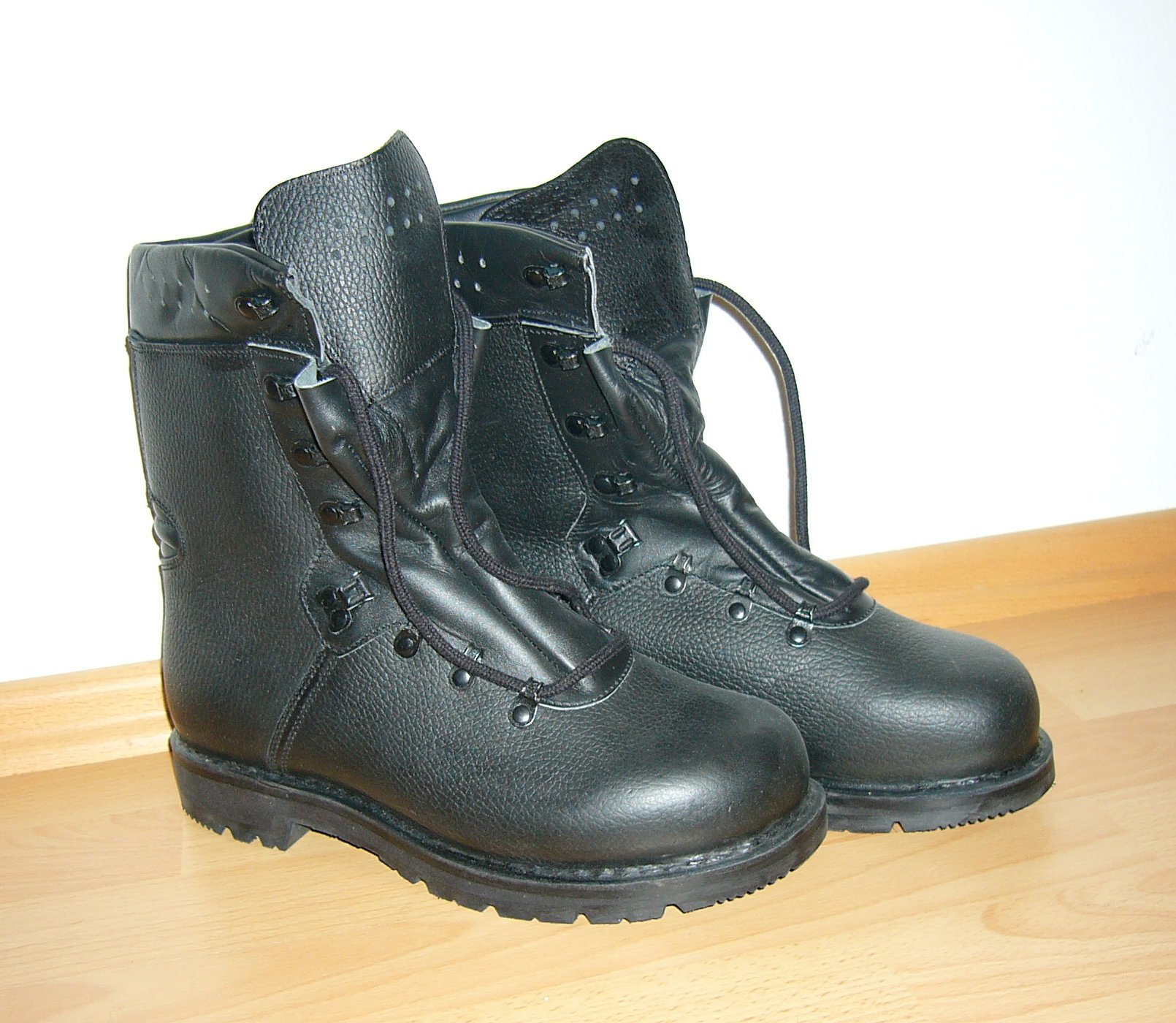
전투화의 한 종류

전투화 (戰鬪靴, 영어: combat boots)는 군대에서 군인이 실제 전투나 전투 훈련을 수행하는 동안 착용하는 신발이다. 현대의 전투화는 거친 환경에 대비한 마찰 고정, 발목 안정, 발 보호와 같은 기능을 갖추고 있다. 쇠가죽과 같은 딱딱한 소재로 만드는 것이 일반적이며, 방수 가죽을 쓰기도 한다. 오늘날 대부분의 전투화는 고어텍스 나일론 결합 형태처럼 통풍성과 편안함을 향상시킨 민간 등산화에서 고안된 많은 기술들이 접목되었다. 전투화는 정글화, 사막화, 방한화처럼 일정한 기후나 조건에 맞게 제작되는 경우가 있으며, 탱커 부츠나 점프 부츠처럼 특정한 용도로 제작되는 경우도 있다.

## 전투화의 역사

### 제1차 세계대전 이전
영국군은 다리 하박을 노리는 공격을 방어하기 위해서 장교들은 목이 긴 승마 부츠를, 일반 병사들은 발목 부츠를 착용하고 그 위에 긴 각반을 착용하였다. 당시 생존력을 높이는 데에는 효과적이었지만 탈착이 불편하고 시간이 오래 걸린다는 단점이 있었다.
미국군은 남북전쟁(1861-1865)을 겪은 이후 전투화의 중요성을 깨닫고 전장에서 신을 부츠(boots)를 계속해서 개량해왔다. 미국군의 전투화는 주둔지용인 '근무화(garrison shoes)', 야전용인 '행군화(marching shoes)'로 구분된다.

### 제1차 세계대전 이후
영국, 미국, 프랑스 등의 군대는 기존의 전투화를 개량하여 전장에 보급하였다. 목이 긴 부츠를 신던 군대들은 목 부분을 잘라 무릎까지는 오던 부츠의 길이를 정강이까지 올 수 있게 짧게 만들었다. 이는 전장에서 기동의 불편함과 편의성이 떨어진다는 기존의 전투화에 대한 피드백을 받아 들인 부분이다. 동시에 군은 예산을 절감할 수 있었다. 또한 오염물질이 발 안으로 들어와 각 종 질병을 유발하고 위생문제를 야기하는 것을 방지하기 위하여 구멍의 틈을 줄이고 발등부터 발목까지는 끈으로 조일 수 있게 하였다.

### 퍼싱 부츠(Pershing Boots)
제 1차 세계대전 참전을 밝힌 미군은 당시 미 원정군 사령관이었던 존 퍼싱(John J. Pershing) 장군을 필두로 각개 무기와 장구류들을 대거 개선하였다. 이에 따라 개선되어 출시된 전투화가 '참호 부츠(Trench Boots)'이며 '퍼싱 부츠(Pershing Boots)라고 주로 불렀다.
펠스쿤(veldskoen) 방식의 재단과 다중 박음질을 통해 외부로부터 오염물이 유입되는 것을 방지하고 물이 고여 발 건강을 해치는 것을 최소화 하고자 하였다. 퍼싱 부츠와 기존 전투화의 가장 큰 차이점은 '스웨이드'의 활용이다. 퍼싱 부츠는 외부를 스웨이드 처리 하였는데 본래 의미의 스웨이드를 활용한 것이 아닌 소가죽의 표면을 재가공하여 부드럽게 만들어 처리한 것이다.
이유는 크게 두가지이다. 본래 소가죽은 구두약을 묻혀 관리하게 되면 광이 나는 것이 보통이었으며 병사들 또한 광이 날 때까지 전투화를 닦곤 하였다. 하지만 밤이나 낮 시간에 일부 어두운 공간에서 작전 수행 시 빛에 반사되어 반짝거리는 전투화는 전술적으로 제약이었다. 따라서 스웨이드 처리하여 빛의 반사를 막고자 하였다.
전투 수행시 다양한 지형을 극복해야 하는 상황속에서 전투화는 효율적이어야 한다. 하지만 본래 사용 중이었던 전투화는 진흙에 빠지게 되면 부드럽지 못했던 가죽 탓에 쉽게 빼기 어려웠다. 하지만 표면을 스웨이드 처리하여 부드럽게 만든 미군의 전투화는 진흙에 빠져도 쉽게 뺼 수 있었다.

### 제2차 세계대전
제 1차 세계 대전과 같은 큰 전쟁은 다시 일어나지 않을 것이나는 예상을 깨고 제 2차 세계 대전은 더 큰 규모로 발발하였다. 하지만 이미 많은 개조 속에서 발전을 이룬 전투화는 크게 바뀌지 않았다.

### 이중 버클 부츠(double buckle boots)
'이중 버클 부츠'는 이중 버클을 전투화 목 부분에 부착하여 초기 발목 부츠와 각반을 착용하였던 때의 겉모습을 연상케 한다. 이러한 디자인의 불편함은 이미 증명되었지만 다시금 등장한 이유는 병사들의 발 건강을 위해서이다. 제 1차 세계대전 당시 물이 고인 참호 속에서 발목이 낮은 전투화를 신고 오랜 기간 머무르던 병사들은 전투화에 물이 들어가 발 건강에 심각한 질병을 초래하였고 이로 인해 발을 절단하기까지 이르는 일이 꽤 있었다. 따라서 당시 기술력으로 병사들의 발을 최대한 보호하기 위한 수단으로는 이중 버클을 부착하여 전투화 내부로의 물의 유입을 최대한 방지 하는 것이었다. 하지만 이중 버클에도 불구하고 병사들의 발은 젖었으므로 이중 버클의 부착은 어쩔 수 없는 선택이었다.

### 발목 부츠(ankle boots)
하지만 실용성면에서 크게 떨어지던 이중 버클 부츠는 병사들의 사적인 개조에 의해서 사실상 오래가지 못했다. 이중 버클의 불편한 점은 한 두가지가 아니었다. 습기가 많은 곳에서 이중 버클 부츠를 착용하는 것은 위생적으로도 좋지 않았고 악취와 불편함을 유발하였다. 또한 습한 곳에서 오랜기간 머무르던 병사들의 종아리의 살가죽은 많이 약해진 상태였다. 이때 이중 버클로 인해 종아리까지 올라오던 부츠로 인해 거친 가죽과 종아리가 쓸리며 통증과 상처를 유발하였다. 애매한 높이의 부츠는 모래와 같은 불순물이 들어오는 것을 막지도 못하여 오히려 불편함만 유발하였다. 따라서 병사들은 사적으로 전투화의 이중 버클 부분을 잘라 신었다. 군 사령부의 제지가 있었음에도 불구하고 본인의 생명과 직결된 전장 속에서 전투화에 대한 통제를 들을리는 만무했으며 '잘라신기'는 유행처럼 퍼져 나갔다.

### 1948년형 전투 부츠(Combat Boots)
이중 버클 부츠의 문제점을 해결하고자 전투 부츠가 출시되었다. 종아리에는 부드러운 쿠션을 부착하여 쓸림을 최소화하고 통증을 줄였다. 본래 바닥에는 징을 달아 사용하였지만 다이아몬드 패턴의 문양을 새겨 불필요한 징을 제거하였다. 계속해서 제기 되었던 발목의 안정성을 보강하여 보호 기능을 강화하였다. 굿이어 마감 공정(Goodyear welt construction)을 활용 한 것도 큰 특징이다. 현대 사회에서 고급 구드의 기준이 되는 굿이어 웰트 공정이 과거 전투화의 고질적인 문제를 해결하고자 사용되었다. 구두는 밑창과 본체를 따로 제작하여 붙여 마감하는데 이때 접착제를 사용하지 않고 박음질하여 잇는 것이 굿이어 웰트 공정이다. 이는 첫 번째로 밑창이 쉽게 떨어지는 것을 방지하여 내구성을 높여준다. 밑창과 본체가 꼼꼼하게 박음질되어 있기 때문에 쉽게 떨어지지 않을 뿐더러 전투화 내부로 물이 유입되는 것 또한 막을 수 있다. 두 번째는 이음매의 마감이 좋지 않아 발에 상처가 나는 것이 문제였던 본래 공정에서 굿이어 웰트 공정을 활용 함으로써 더욱 마감의 질을 높여 완성도 있는 전투화를 제작할 수 있었던 것이다.

## 대한민국의 군화
대한민국의 첫 군화는 미군의 48년형 전투 부츠로 한국 전쟁 때 미군이 들여왔다. 들여올 당시 전투화의 색은 황갈색(Russet)이었지만 미군이 1954년 전투화의 표준색으로 흑색을 채택하며 황갈색의 전투화 재고는 흑색으로 도색되어 보급되었다. 하지만 일부 장교들이 황갈색의 전투화를 선호함에 따라 장교는 황갈색의 전투화, 일반 병사는 흑색의 전투화를 신기도 하였다. 1970년대 후반에는 정식으로 일반 사병의 발사이즈에 맞게 개발·보급되었다. 1988년에는 대한민국 정부의 지시로 대한민국 군인공제회에서 대양산업을 설립하면서 여러 가지 군화가 개발되기 시작하였다.
대한민국에서 사용하는 군화의 종류는 현재 육면전투화, 사막전투화, 정글화를 포함한 총 9가지이다. 직급,군에 따라 그 차이는 없고, 국방부의 규격에 맞추어 일괄적으로 생산된다. 다만 대한민국 해병대에서 사용하는 육면전투화는 일반전투화의 가죽 겉과 속을 뒤집어서 만든다.
대한민국에 보급되는 전투화는 병사 1명당 225~330mm크기로 총 2켤레가 보급된다. 예비용을 뺀 나머지 1켤레는 4계절을 포함해서 훈련·작업 때에도 착용하고 있기 때문에, 발에 곰팡이균이 발생할 우려가 있다. 심하면 무좀에 걸릴 수도 있다.

## 조선민주주의인민공화국의 전투화
조선민주주의인민공화국에서는 한반도의 분단 이후 김일성과 스탈린 및 구 소비에트 연방 軍을 주축으로 하는 군대의 창설에 따라 전투화가 보급되기 시작하였으며, 조선민주주의인민공화국 국방위원회에서 주로 배급하기도 한다.

## 일본의 전투화
일본의 경우 제국 주의의 식민지 정책 당시부터 일본군들이 많이 착용하는 필수품으로 토착화되었으나, 이후 제2차 세계 대전 및 태평양 전쟁에서 연합국에 항복한 후로부터 일본에서의 군대의 존재 가치성이 없어지며, 현재는 자위대 등이 전투화를 착용하게 된다. 주로 영토 분쟁 지역인 독도, 남쿠릴 열도 (북방 4도), 센카쿠 열도 등에 긴급 배치되는 경우가 대다수이기도 하다.

## 미국의 전투화
미국의 경우 4가지의 전투화가 보급되고 있다. 고온용, 동계용, 사계절용, 산악용이 있다.

### 사계절용 전투화(ARMY Combat Boots Temperate Weather)
황갈색의 전토화로 소가죽과 코듀라 원단으로 어퍼를 제작하였다. 고어텍스 멤브레인 제질을 내피에 활용하여 방수기능을 제공하며 가볍게 제작되어 실용성을 높였다. 목 부분을 패딩 처리히여 착용감을 높이고 빠르게 벗고 풀 수 있는 스피드 레이스 시스템을 탑재하였으며 내구성을 높이고 부상방지를 위한 충격 감쇠 시스템이 적용되어있다. 한국의 전투화가 미국의 사계절용 전투화를 모티프하여 만들어 졌기 때문에 닯은 점이 많다. 하지만 3중창을 부착하고 비브람 밑창을 부착하여 전투화의 내구성을 높였다.

### 동계용 전투화(EXTREME COLD WEATHER BOOT)
극한의 혹한기 용으로 제작된 전투화는 단열재로 제작되어 보온성을 높였다. 전투화의 고무층의 내부와 외부에 3겹의 폴리에스테르 폼을 적용하여 보온성을 높였다. 부츠의 높은 고도에서의 내부 공기 압력을 조절 할 수 있도록 벨브가 부착되어 있다. 동계용 전투화는 사이즈가 크게 제작되는 데 이는 병사들이 추위로부터 발을 보호하고자 피복류를 착용하였을 때 전투화 착용에 여유를 주기 위해서이다.

### 고온용 전투화(ARMY Combat Boots Hot Weather)
황갈색의 전투화로 방수기능을 탑재하고 통기성을 고려하여 설계되었다. 소 가죽와 나일론을 갑피로 제작되었다. 목 부분을 패딩 처리하여 착용감을 높였고 빠르게 벗고 풀 수 있는 스피드 레이스 시스템을 탑재하였으며 내구성을 높이고 부상 방지를 위한 충격 감쇠 시스템이 적용되었다.